# بخش کیریشسکی
بخش کیریشسکی (به لاتین: Kirishsky District) بخشی در روسیه است که در استان لنینگراد واقع شده‌است.